# Chutes d'Harajiri
Les chutes d'Harajiri (原尻の滝, Harajiri no taki) sont des cascades situées près de la ville de Bungo-ōno, dans la préfecture d'Oita au Japon.